# Giovanni Galli
Giovanni Galli (Pisa, Provincia de Pisa, Italia, 29 de abril de 1958) es un exfutbolista italiano. Se desempeñaba en la posición de guardameta.davo deja de llorara

## Clubes
Comenzó su carrera en la A. C. F. Fiorentina donde debutó como profesional en 1977 a los 19 años, logrando jugar 9 temporadas en el club hasta 1986. 
Ese mismo año es fichado por uno de los grandes equipos de Italia, el A. C. Milan, donde logra ganar todo como jugador: 1 campeonato de la Serie A 1987-88, 2 Liga de Campeones consecutivas en las temporadas 1988/89 y 1989/90, 1 Copa Intercontinental 1989, además de la Supercopa de Italia 1988.
En el segundo semestre de 1990 firma por el S. S. C. Napoli donde consigue la Supercopa de Italia 1990, jugando en el club hasta 1993. Luego jugó la temporada en 1993/94 en el Torino F. C. y la temporada 1994/1995 en Parma F. C. donde fue suplente de Luca Bucci, logrando la Copa de la UEFA 1994-95. Se retiró en octubre de 1996 a los 38 años en medio de la temporada 1995/96 en el Lucchese Libertas de la Serie B.

## Selección nacional
Fue internacional con la selección de fútbol de Italia en 19 ocasiones. Fue el arquero suplente de Dino Zoff, en la escuadra italiana que se proclamó campeona mundial en España 1982.  Ya para el mundial de México 1986 fue el arquero titular en los 4 partidos de la Nazionale en tierras aztecas. 

### Participaciones en Copas del Mundo
| Mundial                        | Sede   | Resultado        |
| ------------------------------ | ------ | ---------------- |
| Copa Mundial Sub-20 de 1977    | Túnez  | Primera fase     |
| Copa Mundial de Fútbol de 1982 | España | Campeón          |
| Copa Mundial de Fútbol de 1986 | México | Octavos de final |

### Participaciones en Eurocopas
| Eurocopa                | Sede          | Resultado        |
| ----------------------- | ------------- | ---------------- |
| Eurocopa Sub-21 de 1978 | Sin sede fija | Cuartos de final |
| Eurocopa Sub-21 de 1980 | Sin sede fija | Cuartos de final |
| Eurocopa 1980           | Italia        | Semifinal        |

## Clubes
| Club                | País   | Año         |
| ------------------- | ------ | ----------- |
| A. C. F. Fiorentina | Italia | 1977 - 1986 |
| A. C. Milan         | Italia | 1986 - 1990 |
| S. S. C. Napoli     | Italia | 1990 - 1993 |
| Torino F. C.        | Italia | 1993 - 1994 |
| Parma F. C.         | Italia | 1994 - 1995 |
| Lucchese Libertas   | Italia | 1995 - 1996 |

## Palmarés

### Campeonatos nacionales
| Título              | Club            | País   | Año     |
| ------------------- | --------------- | ------ | ------- |
| Serie A             | A. C. Milan     | Italia | 1987-88 |
| Supercopa de Italia | A. C. Milan     | Italia | 1988    |
| Supercopa de Italia | S. S. C. Napoli | Italia | 1990    |

### Copas internacionales
| Título                 | Equipo              | País   | Año     |
| ---------------------- | ------------------- | ------ | ------- |
| Copa Mundial de Fútbol | Selección de Italia | Italia | 1982    |
| Liga de Campeones      | A. C. Milan         | Italia | 1988-89 |
| Supercopa de Europa    | A. C. Milan         | Italia | 1989    |
| Copa Intercontinental  | A. C. Milan         | Italia | 1989    |
| Liga de Campeones      | A. C. Milan         | Italia | 1989-90 |
| Copa de la UEFA        | Parma F. C.         | Italia | 1994-95 |